# Notothenia angustata
El jefe maorí (Notothenia angustata) es un pez perciforme de la familia Nototheniidae. Es un pez rayado parecido al bacalao, que vive en el océano sureño junto a la Antártida y en el sur del Atlántico. Mide de 30 a 65 centímetros y es pescado comercialmente. Se encuentra hasta 100 metros de profundidad en área rocosas de arrecifes. A veces se le llama jefe maorí al bacalao maorí, pero es otra especie completamente diferente aunque están emparentados.
Tiene un gran boca, una prominente cresta ósea encima de cada ojo, una aleta caudal redondeada y dos líneas laterales que se superponen ligeramente. La primera aleta dorsal es pequeña, con sólo seis espinas. Es de color gris oscuro o verde, moteado con azul-negro, y es amarillo en el vientre. Presenta pequeñas manchas grises numerosas y vetas en la cabeza sugiriendo el complejo tatuaje que usaban los antiguos jefes Maoríes, de ahí su nombre. Las aletas son grises con moteado oscuro.
Se alimenta de una variedad de invertebrados y pequeños peces, así como del alga cochallullo.
- Datos: Q1961975
- Multimedia: Notothenia angustata / Q1961975